# Osogovo

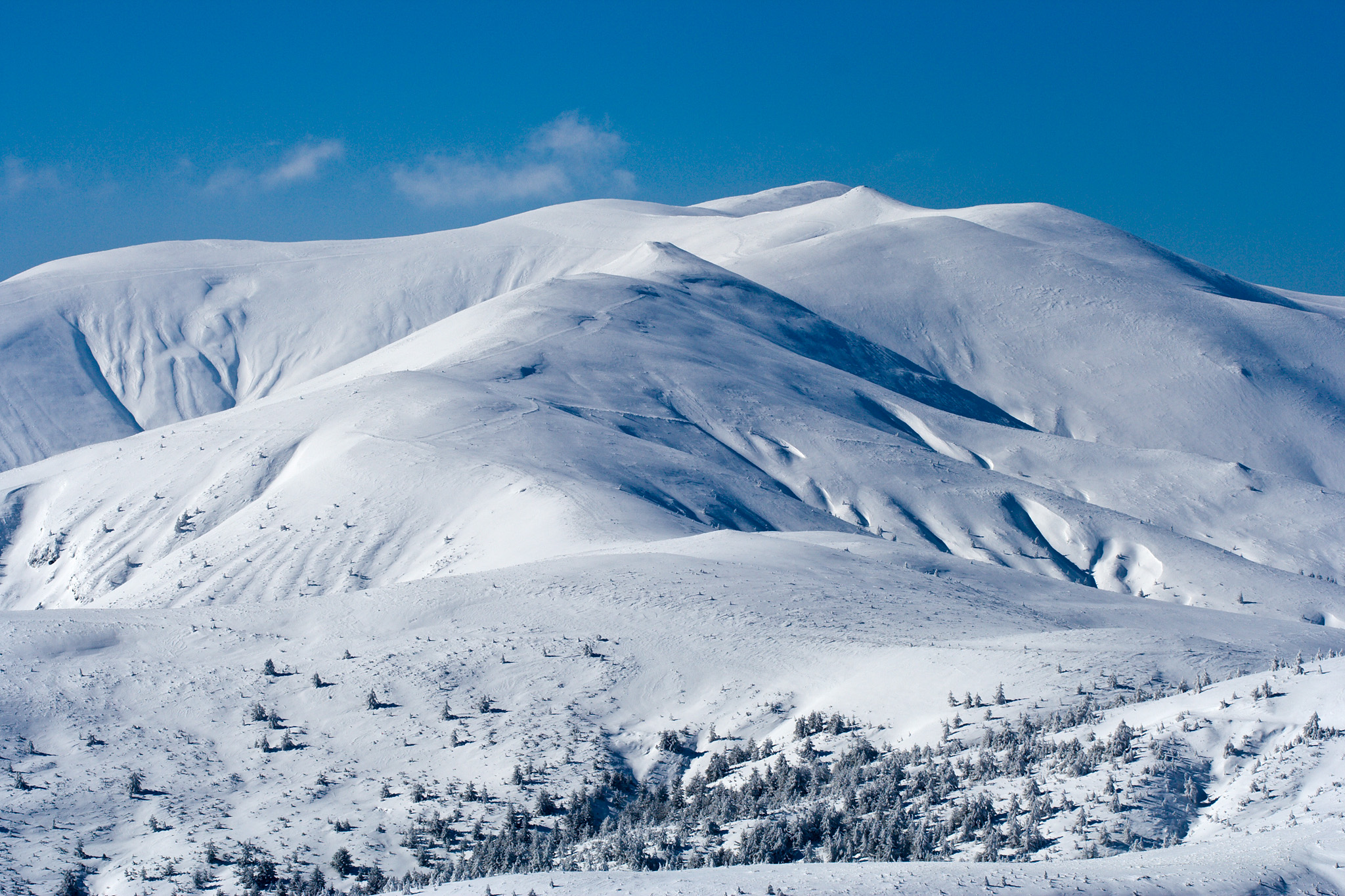
Picco di Ruen dal lato bulgaro di Osogovo.

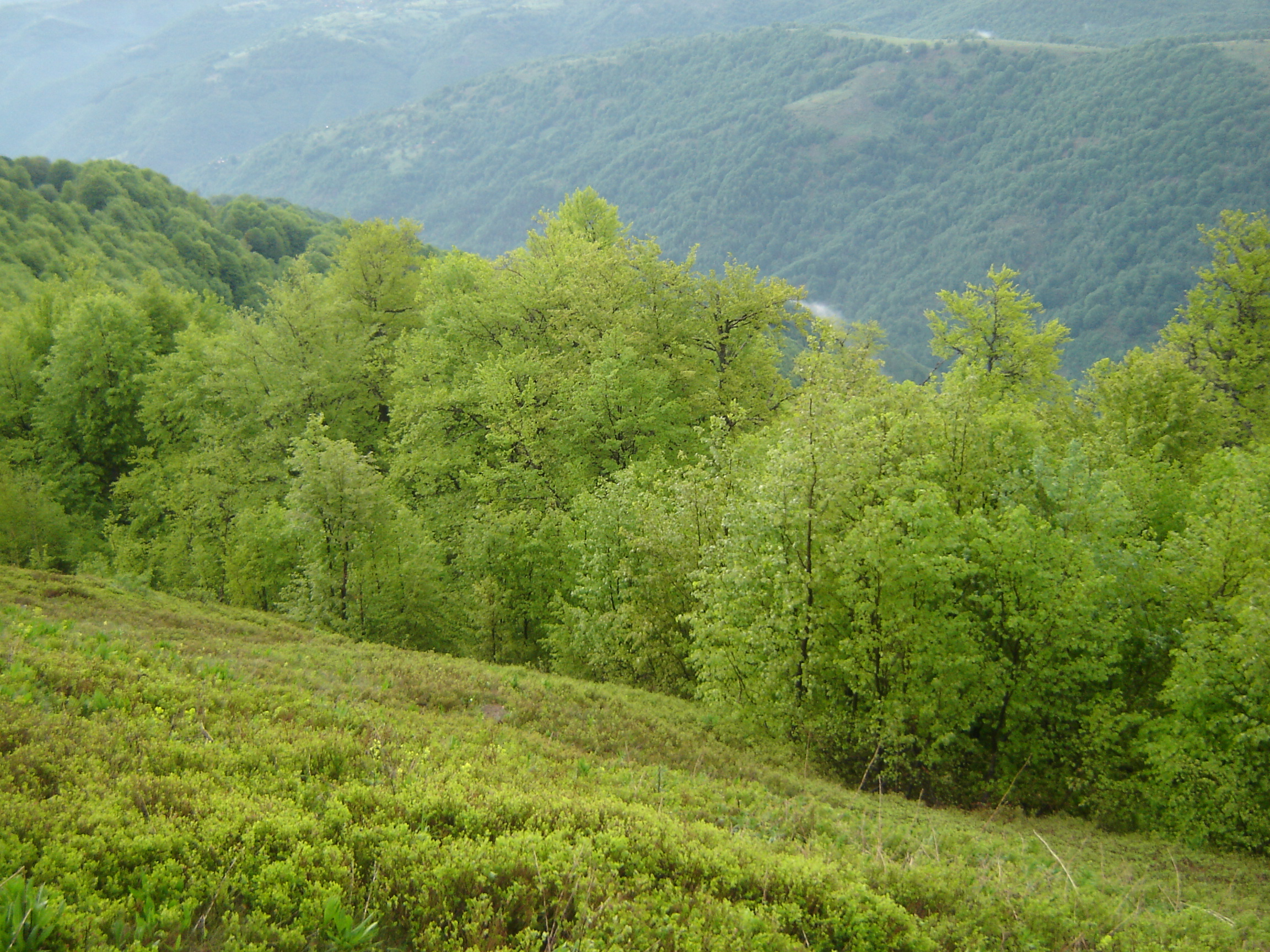
Primavera sul lato macedone di Osogovo.

L'Osogovo (cirillico bulgaro e macedone: ) o Osogovska Planina (Осоговска планина o Осоговски Планини) è una catena montuosa e una stazione sciistica tra la parte sud-occidentale della Bulgaria (provincia di Kjustendil) e la parte nord-orientale della Macedonia del Nord (comuni di Kočani e Kriva Palanka). Il monastero di Osogovo è situato sulla montagna.

## Descrizione
La catena è lunga circa 110 km (68,35 mi) e larga 50 km (31,07 mi), la e vetta più alta è il Ruen (Руен) a 2.251 m, che costituisce il principale vincolo ortografico proprio al confine tra Bulgaria e Macedonia del Nord. Il pendio più ripido si trova a ovest, scendendo da Carev Vrv (Царев Врв; "Pizzo dello Tsar"). È la parte più settentrionale e più alta del gruppo Osogovo-Belasica ed è situata tra le valli di Kjustendil e Kamenitsa, Dobro pole e le valli dei fiumi Bregalnica e Kriva Reka. I pendii occidentali sono ripidi e quelli sud-orientali sono inclinati. La montagna stessa è un massiccio granitico di rocce di cristalli. Ha un rilievo vulcanico prominente fatto di picchi conici e tufo vulcanico ed è ricco di minerali polimetallici.

## Etimologia
Ci sono molte leggende sull'origine del nome Osogovo, ma la più famosa è che l'area è stata brevemente colonizzata dai minatori sassoni della Transilvania che in passato estraevano oro e argento nella regione. Secondo questa leggenda, il nome deriva dalle parole germaniche antico "osso" (dio) e "gov" (luogo) che significa "luogo divino". La baia di Osogovo nell'isola di Livingston nelle isole Shetland meridionali, in Antartide, prende il nome da Osogovo.

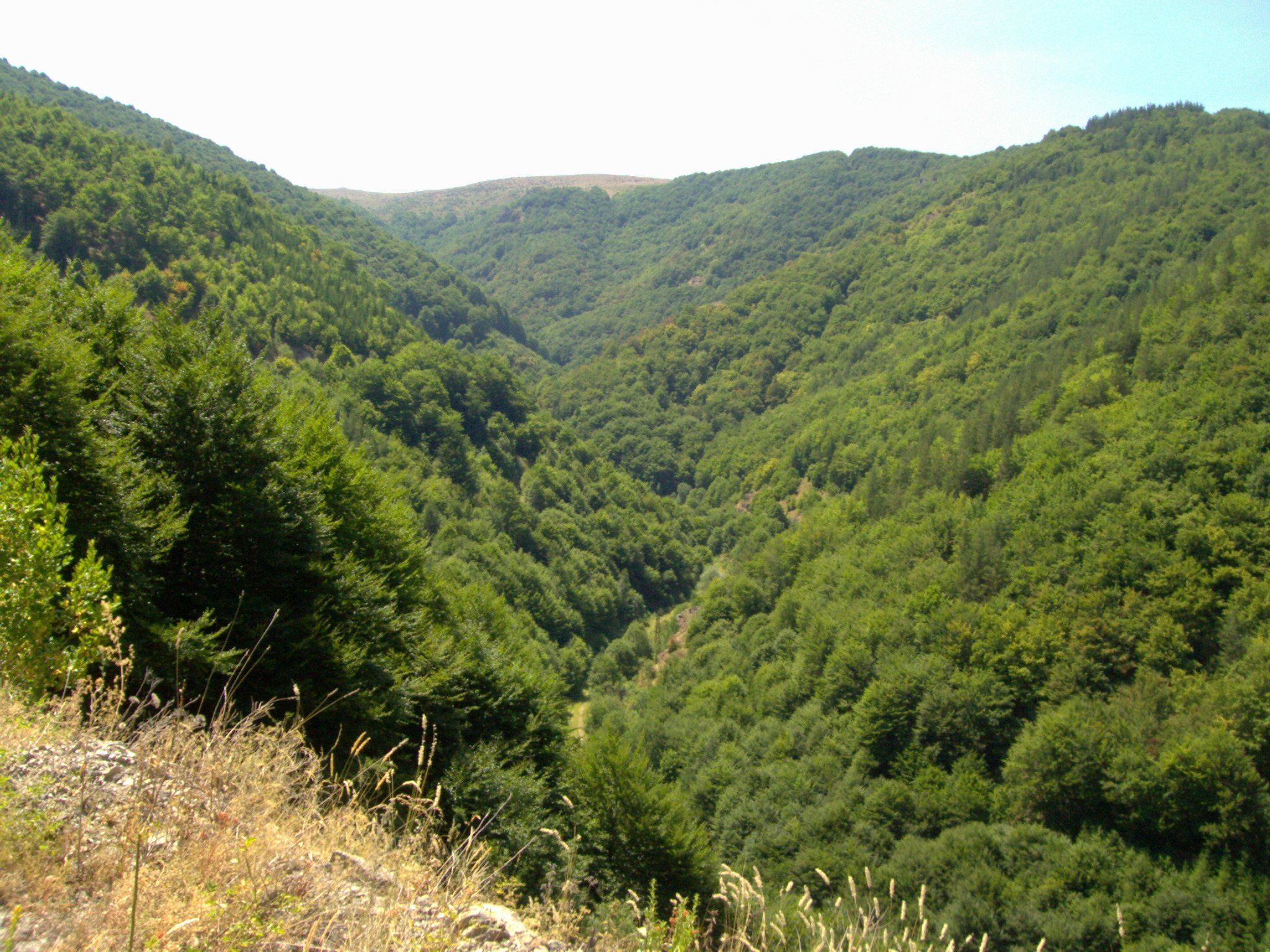
Osogovo in Bulgaria

## Ambiente
La flora contraddistingue la zona sottomontana fino a 1000 m dove si trovano alberi come querce, olmi, carpini, frassini, noccioli e altri, una zona montuosa (1000–1800 m) ricoperta per lo più da faggi e una zona subalpina ricoperta da pascoli erbosi e cespugli di ginepri. I fiumi e i torrenti di montagna sono un habitat naturale per il barbiglio, il cavedano e la trota di montagna. Dominano boschi di latifoglie e conifere. La zona è abitata dal raro tritone alpino . La natura e le condizioni climatiche consentono il turismo tutto l'anno. Importanti città ai piedi dell'Osogovo sono Kjustendil a nord-est in Bulgaria e Kočani e Kriva Palanka a ovest e sud-ovest nella Macedonia del Nord.

### Area importante per gli uccelli
Un tratto di 7.000 ettari delle montagne è stato designato come Important Bird Area (IBA) da BirdLife International perché ospita una popolazione di lanari.